# هکتور فیگروا
هکتور فیگروا (انگلیسی: Héctor Figueroa؛ زادهٔ ۳۰ اکتبر ۱۹۸۸) بازیکن فوتبال اهل اسپانیا است.
از باشگاه‌هایی که در آن بازی کرده‌است می‌توان به باشگاه فوتبال اوئسکا و باشگاه فوتبال لاس پالماس اشاره کرد.